# Ski de pente raide
Ne doit pas être confondu avec Ski freeride, Ski freestyle ou Randonnée glaciaire.

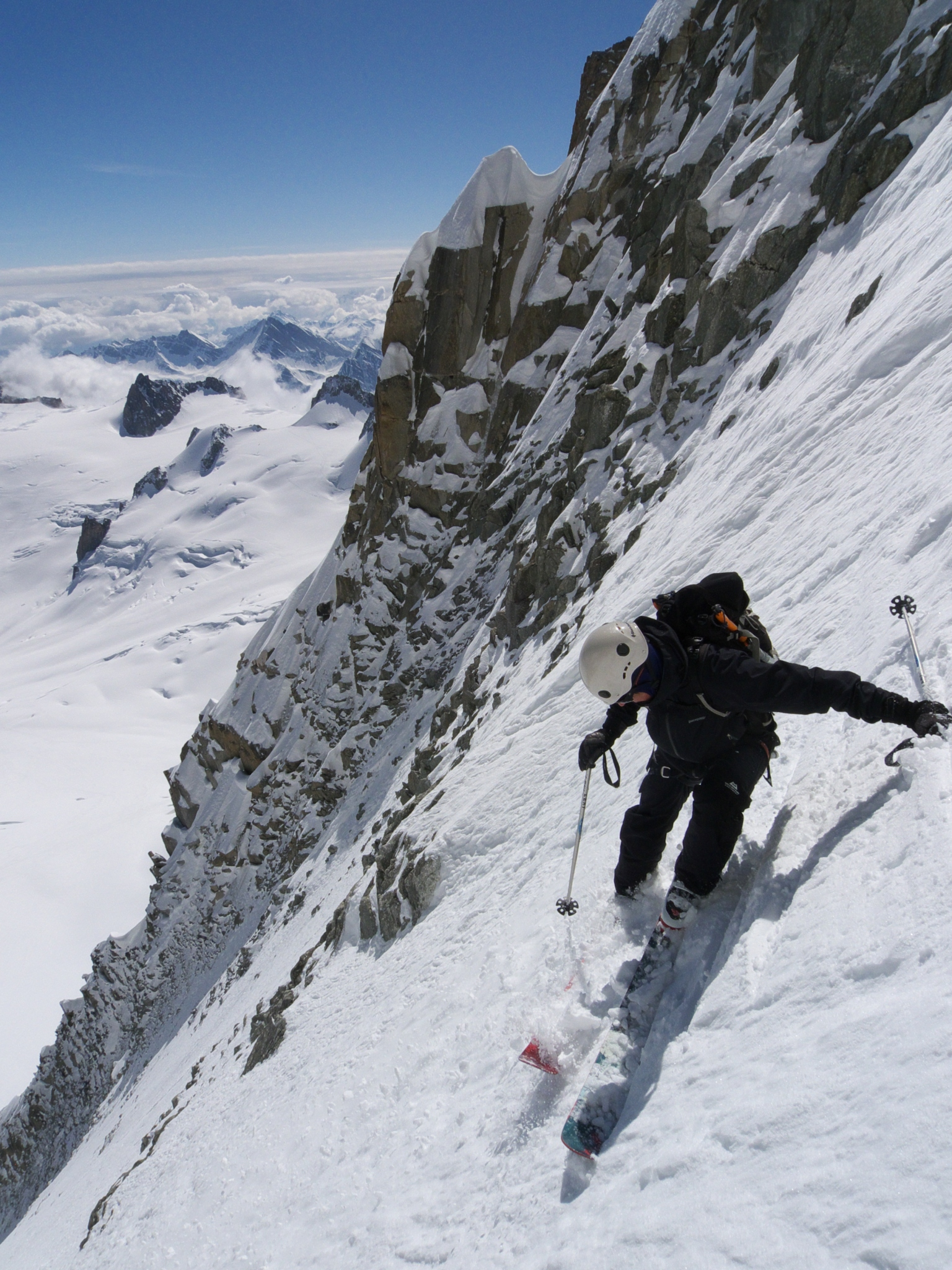
Ski dans le couloir Jager au mont Blanc du Tacul. Une pente très difficile avec des inclinaisons supérieures à 50°, cotée 5.4.

Le ski de pente raide, ou ski extrême, est une discipline du ski qui conjugue alpinisme et ski de randonnée pour effectuer la descente à skis (ou en surf) d'une pente (en couloir, face ouverte, arête…) dont l'inclinaison est en moyenne supérieure à 45°-50°. Cependant, la qualification de pente raide ne se réduit pas à une inclinaison, mais à l'engagement (longueur, technicité, risques objectifs, éloignement des secours, possibilités d'échappatoires).  
Cette pratique consiste à descendre une pente après une ascension à pied ou à ski, en utilisant le matériel d'alpinisme (piolets, crampons, cordes…) adéquat. Compte tenu de l'amélioration du matériel et du niveau technique des pratiquants, la qualification de « ski extrême » a été peu à peu abandonnée ou réservées à de rares pentes dont la cotation en difficulté est de 5.4 et plus. L'appellation courante est celle de « ski de pente raide » (à partir de difficulté d'environ 4.3 à 5.3).  
Le ski de pente raide (ou extrême), ne doit pas être confondu avec le ski freeride, une pratique du ski alpin hors-piste, bien que les caractéristiques des deux disciplines puissent se chevaucher.

## Évolution de l'appelation
La notion de « ski extrême » est de plus en plus délaissée pour celle de « pente raide ». Plusieurs raisons, notamment liées à l'évolution du matériel, l'expliquent :
- l'amélioration des skis a facilité les descentes des pentes difficiles[4] ;
- l'amélioration du matériel d'alpinisme (crampons, piolets) a facilité l'ascension de pentes autrefois réservées à des alpinistes chevronnés[5] ;
- l'amélioration des prévisions météorologiques et la création de portails qui répertorient les sorties réalisées ont facilité l'accès aux informations cruciales (danger d'avalanche, image récente des conditions, etc.)[6] ;
- la différenciation avec les disciplines de ski modernes, davantage médiatisées et sponsorisées, dites « extrêmes » par effet de mode (freeride, freestyle, backcountry, etc.) mais pratiquées toutefois sur des terrains moins exposés[7].

Il semble que l'on puisse conserver le terme de ski extrême pour évoquer des pentes dépassant une certaine cotation (5.4) et un certain engagement (E4). Ces pentes sont généralement très peu fréquentées par les skieurs (plus souvent par les alpinistes), pour de multiples raisons : elles sont raides, rarement en conditions ou difficiles d'accès, ou comportent des risques objectifs très élevés (chute de séracs, dry skiing nécessaire...) et elles exigent un solide équilibre psychique. Des exemples combinent parfois plusieurs de ces caractéristiques : la face Est de la Blanche de Peuterey (rarement en condition, difficile d'accès), le Linceul aux Grandes Jorasses (risques objectifs très élevés, raideur), ou les montagnes dépassant 8 000 m (isolement). Le ski de pente raide semble faire les frais d'une utilisation abusive et galvaudée du terme « extrême » souvent employé pour qualifier des disciplines modernes qui se pratiquent sur des sites aménagés dans un cadre accueillant où l'isolement est quasiment nul (domaine skiable, présence de spectateurs, d'hélicoptères ou de drones, animations, etc.).

## Histoire

### Pionniers

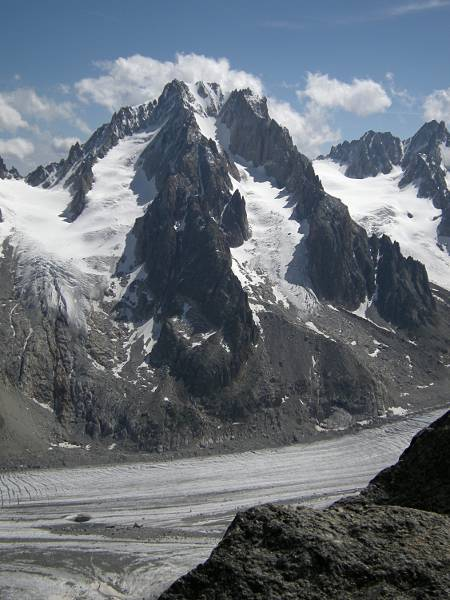
L'aiguille d'Argentière, avec le glacier du Milieu (au centre), skié en 1937.

La pratique du ski de pente raide a émergé dans les Alpes. Une des descentes les plus marquantes des années 1930 est celle du Fuscherkarkopf, réalisée en 1935 par Peter Schindelmeister et Fritz Krügler, motivés par la seule difficulté technique. Auparavant, en 1926, le guide français Armand Charlet avait descendu une partie du glacier d'Envers du Plan (Chamonix) sur des skis de 1,50 m.
En 1937, Émile Allais descend l'aiguille d'Argentière par le glacier du Milieu, avec Maurice Lafforgue et André Tournier, ainsi que la pente nord du dôme du Goûter avec E. Livacic. En 1953, le guide chamoniard Lionel Terray et le Canadien Bill Dunaway descendent la face nord du mont Blanc.
Après la Seconde Guerre mondiale, le développement du ski (remontées mécaniques, pistes damées) conduit à une amélioration générale du niveau technique des skieurs et participe ainsi à la baisse du niveau de difficulté de pentes considérées alors comme « extrêmes ».

### Sylvain Saudan
Durant les années 1960, le Suisse Sylvain Saudan contribua au développement et à la médiatisation de la discipline auprès du grand public. Le 23 septembre 1967, il descend le couloir Spencer de l'aiguille de la Blaitière (Chamonix), avec une pente moyenne de 50° et des sections à 55°. C'est le début d'une série de premières devenues des classiques du genre : le couloir Whymper sur la face sud de l'aiguille Verte (1968), le couloir Gervasutti sur la face est du mont Blanc du Tacul (1968), le couloir Marinelli sur la face est du mont Rose (1969), la face nord de l'aiguille de Bionnassay (1969), la face nord-ouest de l'Eiger (1970) ; en 1972, la face sud-ouest du mont McKinley (Alaska, États-Unis), du sommet à 6 190 m jusqu'à 1 800 m, avec des inclinaisons jusqu'à 45° ; en 1977 la face est du Nun (7 135 m) ; en 1982 le Gasherbrum I (8 080 m).

### Années 1970-1980

#### En France

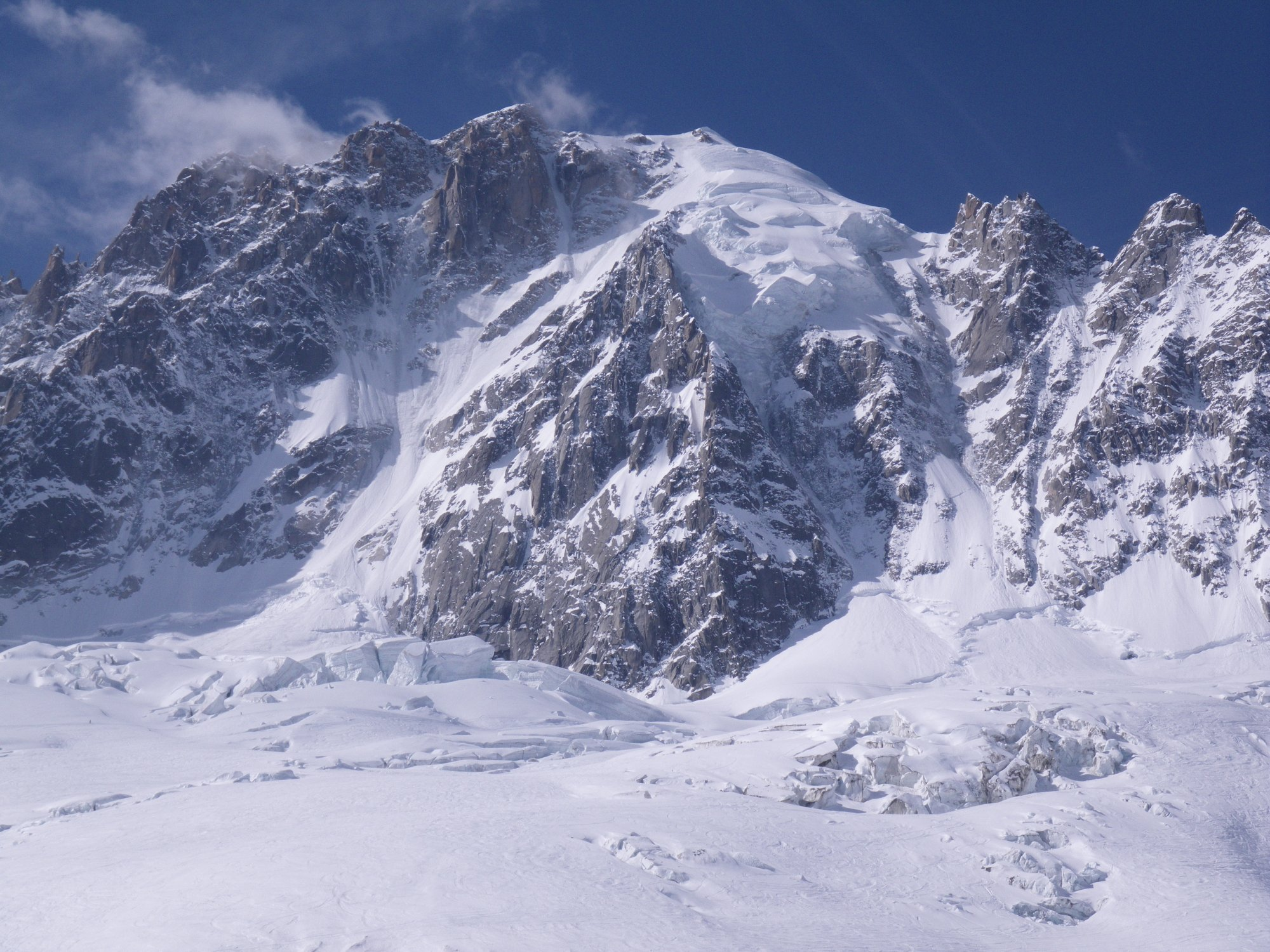
Face nord de l'aiguille verte. Sur la gauche, le couloir Couturier descendu en 1973 par Cachat-Rosset, Baud et Vallençant.

En 1971, Serge Cachat-Rosset (1948-2019) descend la face nord-est des Courtes. En 1973, il descend la face nord de l'aiguille Verte par le couloir Couturier. Un dénivelé de 1 100 mètres avec une pente jusqu'à 50-55°. Héliporté jusqu'au sommet, il met environ 5 heures pour réaliser la descente. Le couloir est répété sans aide de l'hélicoptère quelques jours plus tard par Patrick Vallençant et Anselme Baud, deux des principaux skieurs extrêmes des années 1970. En 1975, Vallençant descend plusieurs couloirs du massif des Écrins : couloir nord-ouest du pic Sans Nom, couloir nord du Coup de Sabre, couloir nord du col du Diable, couloir Gravelotte de La Meije.
En 1977, Jean-Marc Boivin descend l'éperon Frendo sur l'aiguille du Midi. En 1980, il exerce une nouvelle fois son talent dans une trilogie au Cervin : descente de la face est, ascension en solo de la face nord par la voie Schmid suivie de la descente en deltaplane. L'exploit est relaté dans le reportage Aventure au Cervin, récompensé au Trento Film Festival de 1981. En 1985, il descend le couloir en Y de l'aiguille Verte (−1 000 m, 50-60°).

#### En Autriche
À la fin des années 1960, les skieurs autrichiens les plus actifs sont Kurt Lapuch et Manfred Oberegger. En juin 1969, ils descendent la face nord-ouest du Grosses Wiesbachhorn. En 1971, Oberegger et Albrecht Thausing répètent le ravin Pallavicini du Grossglockner, où fut tourné en 1968 le film Ski Extrem.

#### En Italie
Le ramoneur sud-tyrolien Heini Holzer réalise chaque année plusieurs descentes raides à partir de 1970. Parmi les plus difficiles, on trouve la face nord du piz Palü (1972), l'éperon de la Brenva au mont Blanc (1973), les faces nord du Aletschhorn et du Grand Paradis (1975). Holzer disparait en 1977, en chutant dans la descente de la face nord-est du piz Roseg.
Deux skieurs italiens se feront ensuite connaître : Toni Valeruz et Stefano De Benedetti. Valeruz descend notamment la face est du Cervin (1975), la face nord-ouest du Gran Vernel (1979), la face nord-est de l'Eiger (1983) et la face nord-est du Civetta (1994). De Benedetti descend notamment la voie Major sur le versant Brenva du mont Blanc (1979), la face nord du Fletschhorn (1983), la face nord-ouest du Grand Combin (4 314 m) et l'arête de l'Innominata (1986) en face sud du mont Blanc.

### Des années 1990 à aujourd'hui
À partir des années 1990, la discipline se démocratise peu à peu conduisant à tous les exploits et toutes les dérives. Symptomatique de la course à l'exploit qui caractérise cette époque, figure Bruno Gouvy qui atteint 177 km/h en monoski. Il saute en parachute depuis un hélicoptère au-dessus des Drus afin de skier une pente de neige suspendue (« la niche ») atteignable par des rappels. Plus tard, en 2001, Marco Siffredi réussit le couloir Norton à l'Everest.
Dans les années 2020, Benjamin Védrines et Nicolas Jean bousculent l'histoire du sport en réalisant des enchaînement de plusieurs pentes raides à la journée ou en quelques jours. Par exemple : une traversée du massif du Mont-Blanc en trois jours 2025 cumulant les descentes périlleuses puis, en juin, les quatre faces du mont Blanc dans la même journée, un exploit qui a nécessité 6 000 mètres de dénivelé.

## Matériel
Selon le pratiquant et l'itinéraire, les choix techniques et les caractéristiques du ski peuvent varier. Un ski léger facilite la montée. Beaucoup préfèrent des skis courts adaptés à des virages serrés, mais certains préfèrent des skis plus longs et large pour une meilleure stabilité. Une rigidité prononcée facilite la tenue sur les profils incurvés, fortement inclinés ou à neige dure. Le cambre sera classique pour augmenter la surface de contact avec la neige et éviter ainsi les torsions.
En plus du matériel classique de ski de montagne, les pratiquants se munissent du matériel d'alpinisme utile à l'ascension du sommet ou à l'accès de la zone skiable : un baudrier léger d'alpinisme, une corde de rappel (utilisée pour les rappels à ski), des crampons adaptés aux chaussures de ski, un ou deux piolets courts, casque, descendeur, etc. Le sac à dos est muni de sangles « porte-ski », facilitant le portage des skis lors de la progression à pied.

## Les skieurs

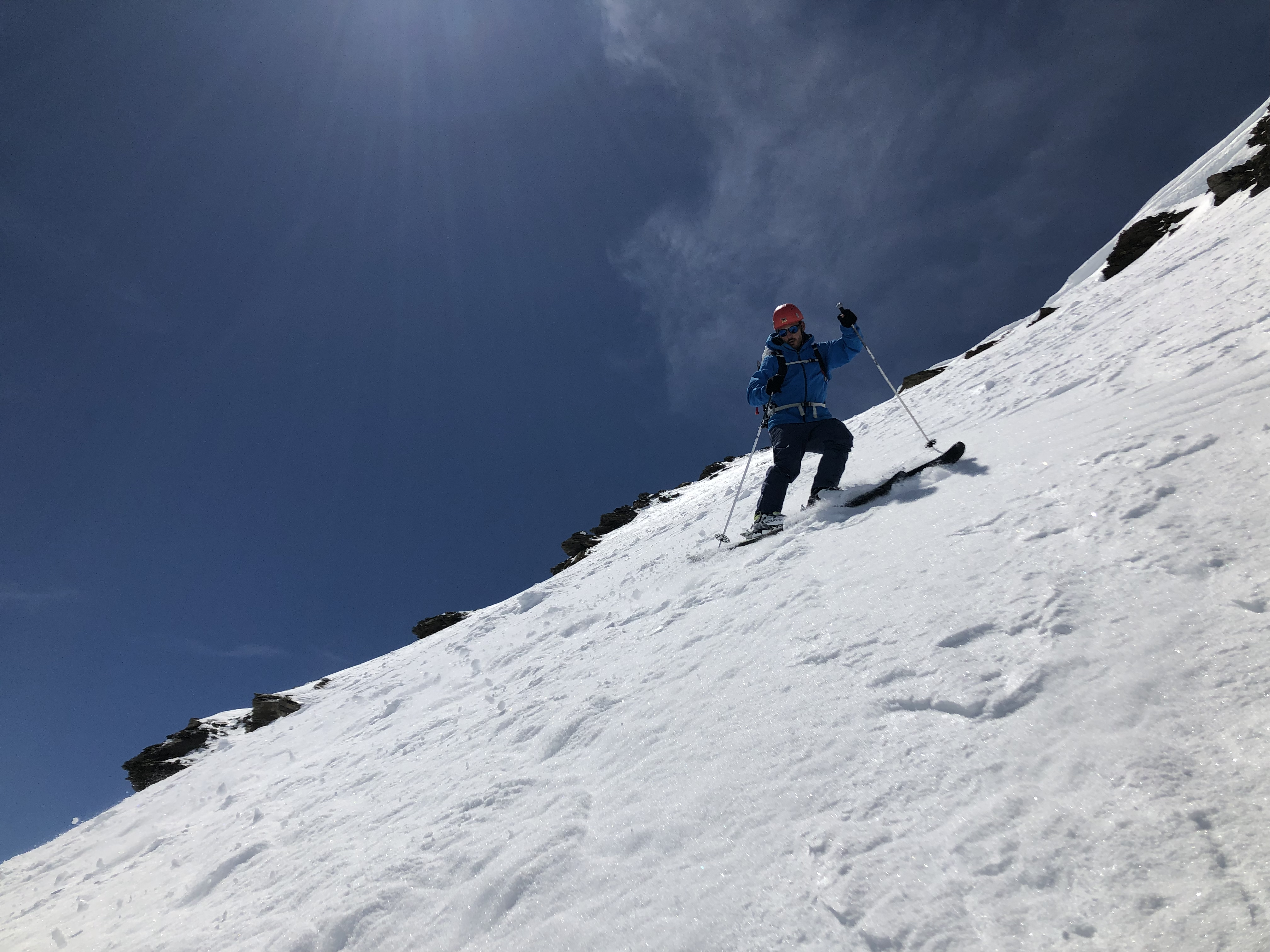
Francesco Cassardo descendant le Gasherbrum.

Skieurs connus pour avoir ouvert des descentes à ski en pente raide :
- André Anzévui : descente du Cervin en face nord (avec rappels) ;
- Anselme Baud : auteur de topoguides et ouvreur de nombreux itinéraires dans le massif du Mont-Blanc ;
- Jean-Marc Boivin : face du Nant Blanc et couloir en Y à l'aiguille Verte ;
- Vivian Bruchez ;
- Daniel Chauchefoin : voie des Autrichiens aux Courtes ; face nord de l'aiguille du Midi ;
- Stefano De Benedetti : descente de la Blanche de Peuterey face Est, Combin de Valsorey NW ; face sud-est de l'Aiguille du Moine… ;
- Heini Holzer ;
- Rémy Lécluse ;
- Sylvain Saudan ;
- Volodia Shahshahani (également auteur de l'échelle de cotation usitée allant de 1.1 à 5.5 ;
- Marco Siffredi (surf) : Nant Blanc à l'aiguille Verte (première en surf) ; couloir Norton à la face nord de l'Everest ;
- Pierre Tardivel : de très nombreuses premières dans le massif des Aravis, du Mont Blanc ;
- Dominique Neuenschwander ;
- Toni Valeruz ;
- Patrick Vallençant.

## Grandes réalisations
Dans les Alpes : 
- 1968 : couloir Gervasutti (mont Blanc du Tacul) ;
- 1969 : couloir Marinelli (pointe Dufour) ;
- 1969 : aiguille de Bionnassay (face nord) ;
- 1970 : Eiger (face ouest) ;
- 1971 : Grandes Jorasses (face sud) ;
- 1973 : couloir Couturier et Nant Blanc à l'aiguille Verte (massif du Mont-Blanc) ;
- 1977 : face nord de l'aiguille du Midi (massif du Mont-Blanc) ;
- 1973 : épaule de la face Est du Cervin (par Toni Valeruz) ;
- 1977 : Blanche de Peuterey (massif du Mont-Blanc) ;
- 1977 (3 juillet) : Autrichiens aux Courtes (massif du Mont-Blanc par Daniel Chauchefoin) ;
- 1977 (11 septembre) : couloir des Italiens à la Grande Casse (massif de la Vanoise) ;
- 1978 (mai) : couloir Mayer-Dibona à la face Ouest du Dôme de neige des Écrins (par E. Monnier) ;
- 1978 (6 juillet) : face est Weisshorn (par Martin Burtscher et Kurt Jeschke) ;
- 1983 (12 mai): nord-est de l'Eiger (voie Lauper par Toni Valeruz) ;
- 1995 : Linceul aux Grandes Jorasses (massif du Mont-Blanc) ;
- 1995 (16 juin) : face nord de l'aiguille de Triolet (massif du Mont-Blanc) ;
- 2000 : nord du Graustock et du Tannhorn (par Marcel Steurer).

Reste du monde : 
- 1964 : Cho Oyu (descente par la voie normale) ;
- couloir Norton (Everest) ;
- Wickersham Wall (mont McKinley) ;
- 2000 : descente intégrale de l'Everest  (Davo Karnicar avec oxygène) ;
- K2 (Pakistan), par Andrzej Bargiel en 2018.
- Kangchenjunga, par Bartek Ziemski en 2024 (dernier 8 000 à ne jamais avoir été skié).